# اتحاد قيرغيزستان لكرة القدم
تأسس الاتحاد القيرغيزي لكرة القدم في عام 1992م وانضم إلى الاتحاد الدولي لكرة القدم في 1994م ثم انضم إلى الاتحاد الآسيوي لكرة القدم في 1994م.